# Paul McGrath
Paul McGrath (ur. 4 grudnia 1959 w Londynie) – irlandzki piłkarz grający na pozycji obrońcy. Przez długi czas reprezentant Irlandii w piłce nożnej.
Jego matka pochodzi z Irlandii a jego ojciec z Nigerii. 
W 1982 przeszedł do Manchester United, w 1985 zagrał w finale Pucharu Ligi angielskiej przeciwko Everton F.C. wygranym przez Manchester United 1:0. Paul McGrath został okrzyknięty graczem meczu. Był najlepszym obrońcą w drużynie ale często był kontuzjowany. Gdy grał w Aston Villa został okrzyknięty jednym z najlepszych piłkarzy w historii klubu, był nazywany „Bogiem” przez fanów. W klubie dotąd jest replika koszulki z jego nazwiskiem. Później grał w takich klubach jak: Derby County (1996–1997), Sheffield United (1997–1998). 
Wiele lat cierpiał na alkoholizm, jego kariera skończyła się na poważnej kontuzji kolan.
W reprezentacji rozegrał 83 spotkania, wpisując się ośmiokrotnie na listę strzelców. Grał na Mistrzostwach Świata w 1990 oraz 1994 roku. Czterokrotnie grał jako kapitan reprezentacji narodowej.